# São João de Caldas de Vizela
São João de Caldas de Vizela is een plaats (freguesia) in de Portugese gemeente Vizela en telt 3719 inwoners (2001).